# Miss Univers 2016
Miss Univers 2016 est la 65e élection de Miss Univers, qui s'est déroulée le 30 janvier 2017 au Mall of Asia Arena, à Pasay, aux Philippines.
86 pays et territoires ont participé à l'élection. Les Philippines organisent le concours pour la troisième fois. Le pays avait accueilli précédemment l'élection de 1994 dans la même ville.
L'élection a été présenté pour la 2e année consécutive par Steve Harvey et a été commenté par Ashley Graham.
La gagnante est la Française Iris Mittenaere, Miss France 2016 succédant à la Philippine Pia Wurtzbach, Miss Univers 2015, et devenant ainsi la première Miss France et la seconde Française de l'histoire à remporter le titre, 63 ans après Christiane Martel en 1953. C'est la première victoire européenne depuis la victoire de la Norvégienne, Mona Grudt à Miss Univers 1990.

## Résultats
| Résultat final    | Candidate                                                                                              |
| ----------------- | --- |
| Miss Univers 2016 | - France – Iris Mittenaere                                                                             |
| 1re dauphine      | - Haïti – Raquel Pélissier                                                                             |
| 2e dauphine       | - Colombie – Andrea Tovar                                                                              |
| Top 6             | - Thaïlande – Chalita Suansane - Kenya – Mary Esther Were - Philippines – Maxine Medina                |
| Top 9             | - États-Unis – Deshauna Barber - Mexique – Kristal Silva - Canada – Siera Bearchell                    |
| Top 13            | - Panama – Keity Drennan - Pérou – Valeria Piazza - Indonésie – Kezia Warouw - Brésil – Raíssa Santana |

## Organisation du concours

### Choix du lieu de l'élection

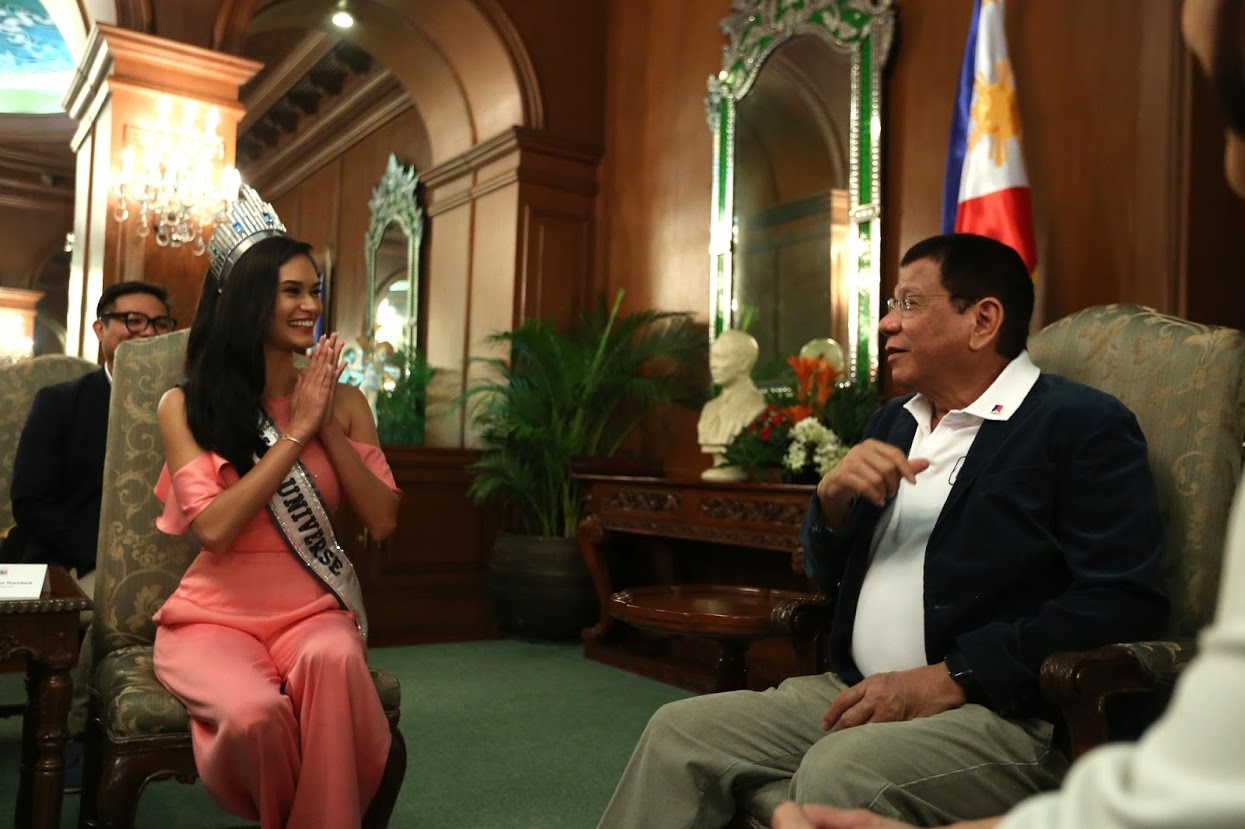
Rencontre de Pia Wurtzbach avec Rodrigo Duterte au Palais de Malacañan en juillet 2016.

Pia Wurtzbach, Miss Univers 2015 rencontre le président philippin Rodrigo Duterte au Palais de Malacañan le 18 juillet 2016 afin de discuter d'une éventuelle élection aux Philippines. Le 28 juillet, le département du tourisme philippin confirme que l'élection se tiendrait aux Philippines sans pour autant définir de date ni de lieu.
Le 3 novembre 2016, l'Organisation Miss Univers annonce officiellement que l'élection se tiendra au Mall of Asia Arena à Pasay, le 30 janvier 2017. Des annexes de l'élection comme le défilé en maillot de bain et le défilé de mode en Terno se sont déroulés dans d'autres villes telles que Vigan, Baguio, ou encore Cebu.

### Promotion
Le 9 décembre, 12 candidates se retrouvent à l'hôtel Conrad Manila à Pasay, afin de promouvoir l'élection. Il s'agit uniquement de candidates originaires d'Asie-Pacifique, ainsi que Miss USA, Deshauna Barber.
- Caris Tiivel ( Australie)
- Li Zhenying ( Chine)
- Kezia Warouw ( Indonésie)
- Sari Nakazawa ( Japon)
- Jenny Kim ( Corée)
- Kiran Jassal ( Malaisie)
- Htet Htet Htun ( Birmanie)
- Tania Dawson ( Nouvelle-Zélande)
- Maxine Medina ( Philippines)
- Chalita Suansane ( Thaïlande)
- Deshauna Barber ( États-Unis)
- Đặng Thị Lệ Hằng ( Viêt Nam)

### Évènements pré-élection
Plusieurs évènements se sont déroulés dans toutes les Philippines, sans pour autant avoir une incidence sur le résultat final.
Le 13 décembre, plusieurs candidates (cinq selon le Département du tourisme) participent à une séance photo avec des requins baleines à Oslob.
Le programme complet de ces évènements est le suivant :
- 12 et 13 janvier : Arrivée des candidates, installation.
- 14 janvier : Cérémonie de bienvenue
- 15 janvier : Visite de Vigan, défilé en terno.
- 16 janvier : Bal du gouverneur, SMX Convention Center, Manille
- 17 janvier : Défilé en maillot de bain, Jpark Island Resort and Waterpark, Cebu
- 18 et 19 janvier : En différents groupes, tournages et activités à Albay, Baguio City, Batangas, Davao City
- 20 janvier : Retour à Manille
- 21 janvier : Défilé de mode, SMX Convention Center
- 22 janvier : « Soirée de l'émancipation des femmes », SMX Convention Center
- 23 janvier : Visite au Palais de Malacañan pour une rencontre avec le président Rodrigo Duterte. National Gift Auction (vente aux enchères de cadeaux nationaux offerts par chaque candidate), Conrad Manila Hôtel
- 24 janvier : Compétition en costume national, World Trade Center Metro Manila.
- 25 et 26 janvier : Entretiens préliminaires et répétitions
- 28 et 29 janvier : Répétitions sur scène
- 30 janvier : Élection

## Déroulement de l'élection

### Finale

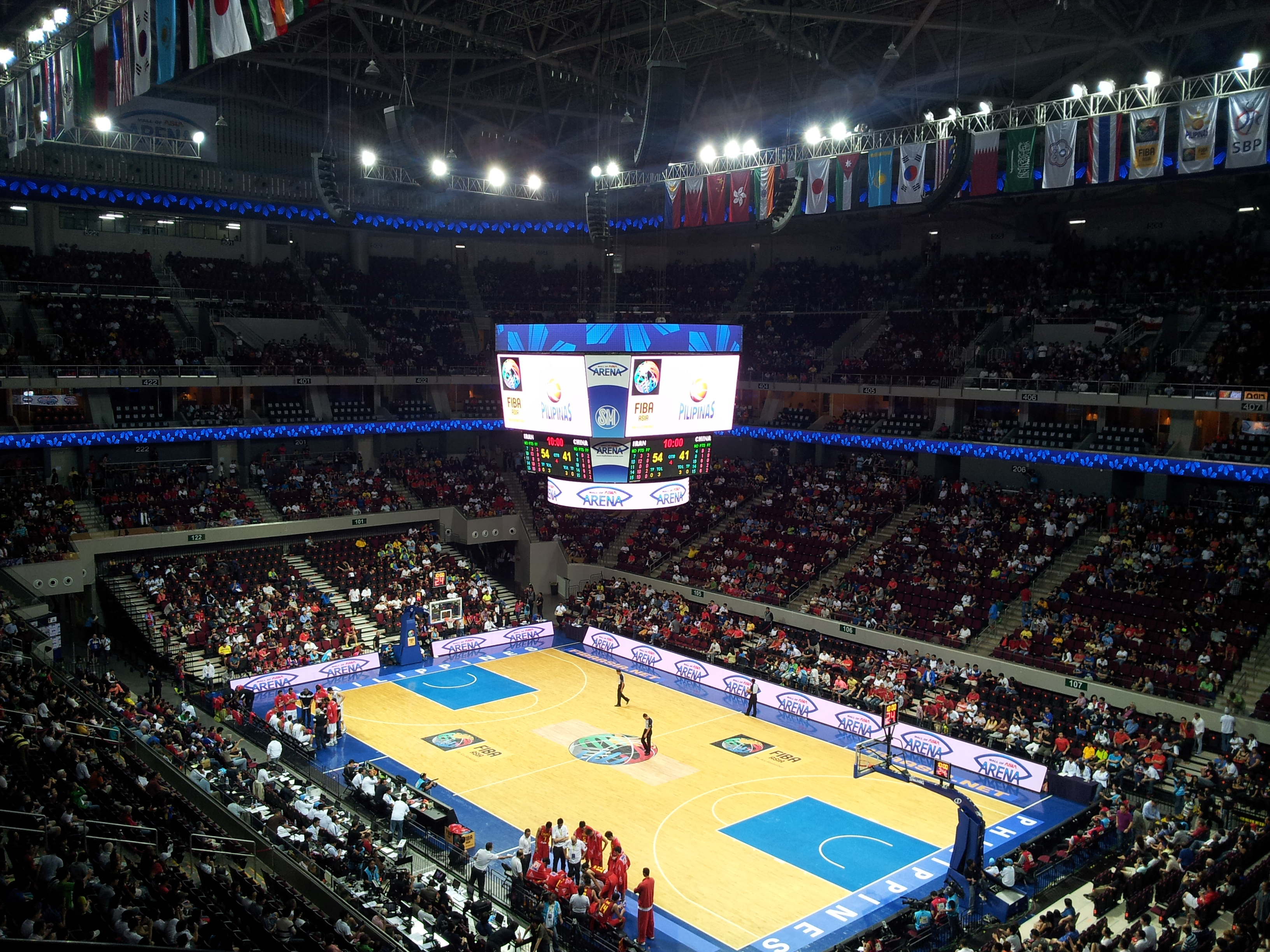
Le Mall of Asia Arena, lieu de l'élection.

L'élection a été diffusée dans plus de 190 pays et territoires en direct du Mall of Asia Arena, à Manille, aux Philippines le 30 janvier 2017. Elle a été animée par Steve Harvey et commentée par Ashley Graham, présente dans les coulisses.
L'ouverture de la cérémonie commence dès l'arrivée du chanteur américain Flo Rida qui interprète In The Ayer, Low et My House. Pendant sa performance musicale, les candidates défilent, habillées en robe de soirée.
Steve Harvey annonce les noms des 13 quart-de-finalistes qui ont été sélectionnées par un jury préliminaire, qui a choisi les candidates qui ont eu la meilleure performance lors des compétitions préliminaires. En même temps, il pose des questions aux candidates sur leur motivation et leurs préférences. En outre, le public pouvait voter pour leur candidat préféré sur l'application officielle de Miss Univers, en choisissant ainsi la candidate titulaire de la dernière place sélectionnée. Par la suite, Steve Harvey présente au public et aux téléspectateurs le jury final qui va juger les 13 quart-de-finalistes. Vient ensuite, une interview de Pia Wurtzbach, Miss Univers 2015 avec Ashley Graham. Les 13 candidates défilent après en maillot de bain.
Les 9 demi-finaliste sont annoncées, une par une avec une présentation d'elle-même tournée dans leur pays qu'elle représente. Les représentantes du Mexique, de la Thaïlande, de la Colombie, de la France, du Canada, des États-Unis et du Kenya se sont exprimées dans la langue officielle de leur pays contrairement aux représentantes d'Haïti et des Philippines
Steve Harvey annonce la gagnante du prix du meilleur costume national qui n'est autre que Htet Htet Htun de Birmanie.
Les 86 candidates défilent en robe de gala. Après le défilé, les 6 finalistes sont annoncées. Steve Harvey pose des questions à chacune candidate sur des sujets en cours d'actualité comme la crise migratoire en Europe ou encore la Présidence de Donald Trump.
Steve Harvey annonce les noms des 3 finalistes. Ces dernières sont soumises à une dernière question. Pendant que l'une d'entre elles répond à la question du présentateur, les deux autres candidates sont munies d'un casque afin de ne pas entendre la réponse de la candidate interrogée.
Vient ensuite le moment du couronnement où le groupe américain Boyz II Men accueille les 3 finalistes en chantant On Bended Knee, I'll Make Love to You et End of the Road, suivit des 83 participantes du concours.
À la fin, la Colombie se place en 3e place, Haïti en 2e place et la France remporte sa deuxième couronne grâce à sa représentante, Iris Mittenaere.

### Prix attribués
Prix officiels décernés par l'Organisation Miss Univers
- Miss Photogénique (Miss Photogenic):  Albanie - Lindita Idrizi
- Miss Sympathie (Miss Congeniality):  Corée - Jenny Kim
- Meilleur costume national (Best National Costume) :  Birmanie - Htet Htet Htun

Le costume de Htet Htet Htun a été inspiré des marionnettes traditionnelles birmanes et de la dynastie Bagan.
Prix non officiels décernés par l'Organisation philippines de Miss Univers et ses sponsors
- Miss Flawless of the Universe:  Venezuela - Mariam Habach

Ce prix lui a été décerné le 17 janvier. Elle reçoit la somme de 1 000 dollars et une écharpe commémorative.
- Miss Phoenix Univers:
  - Miss Phoenix Sympathie:  Philippines - Maxine Medina
  - Miss Phoenix Sourire:  Indonésie - Kezia Warouw
  - Miss Phoenix Élégance:  Venezuela - Mariam Habach

Ces prix ont été décernés le 19 janvier lors d'un défilé de mode à Davao où 29 candidates défilaient en costume national.

### Jury

#### Compétition préliminaire
| Membre          | Nationalité  | Notes                                                                  |
| --------------- | ------------ | ---------------------------------------------------------------------- |
| Cynthia Bailey  | Américaine   | Actrice, mannequin et star de The Real Housewives of Atlanta.          |
| Rob Goldstone   | Britannique  | Ancien journaliste, publicitaire et directeur marketing international. |
| Francine LeFrak | Américaine   | Productrice de théâtre, de télévision et de films.                     |
| Riyo Mori       | Japonaise    | Miss Univers 2007.                                                     |
| Fred Nelson     | Américaine   | Président et producteur exécutif du People's Choice Awards.            |
| Dayanara Torres | Portoricaine | Miss Univers 1993.                                                     |

#### Élection
| Membre          | Nationalité  | Notes                                                        |
| --------------- | ------------ | ------------------------------------------------------------ |
| Cynthia Bailey  | Américaine   | Actrice, mannequin et star de The Real Housewives of Atlanta |
| Mickey Boardman | Américaine   | Directeur éditorial du magazine new-yorkais Paper.           |
| Francine LeFrak | Américaine   | Productrice de théâtre, de télévision et de films.           |
| Leila Lopes     | Angolaise    | Miss Univers 2011.                                           |
| Sushmita Sen    | Indienne     | Miss Univers 1994.                                           |
| Dayanara Torres | Portoricaine | Miss Univers 1993.                                           |

## Candidates
- Miss Univers 2016
- 1re dauphine
- 2de dauphine

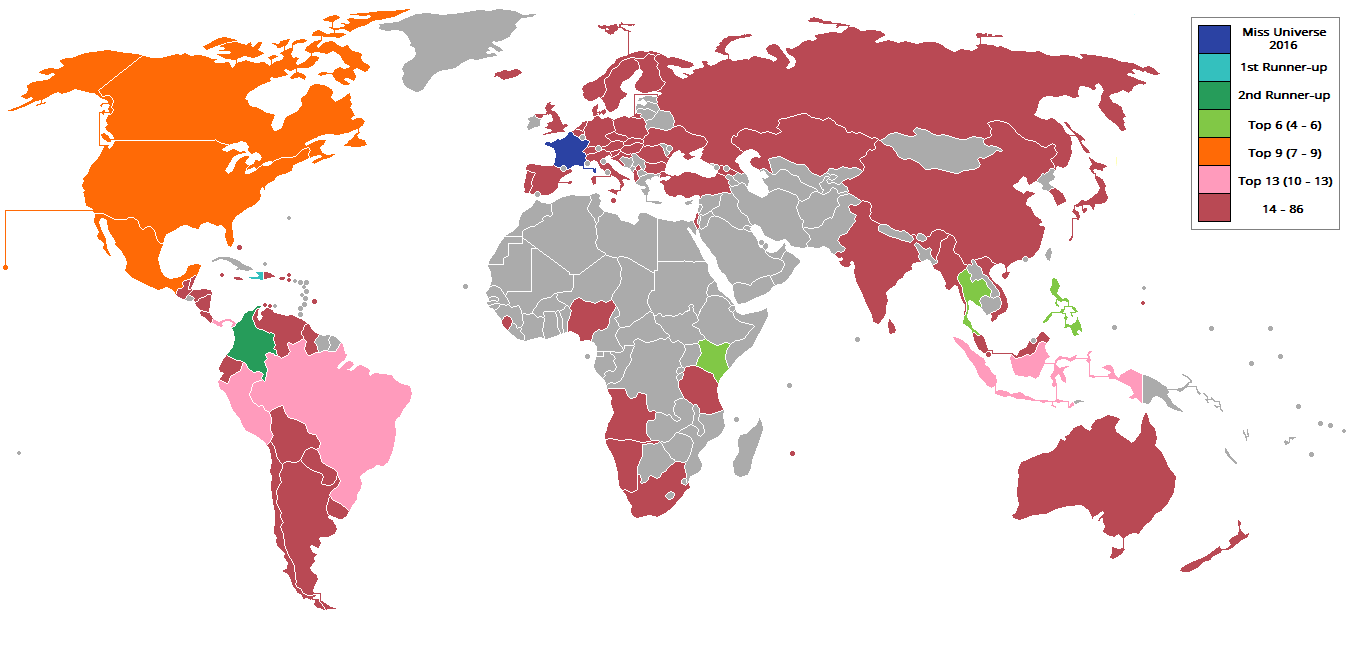
Pays représentés au concours de Miss Univers 2016 :
Miss Univers 2016
1re dauphine
dauphine
Top 6 (de la 4e à la 6e place)
Top 9 (de la 7e à la 9e place)
Top 13 (de la 10e à la 13e place)
De la 14e à la 86e place
Pays n'ayant pas participé

86 candidates ont concouru pour le titre de Miss Univers 2016 :
| Pays/Territoire représenté | Candidate                       | Âge    | Taille | Domicile       |
| -------------------------- | ------------------------------- | ------ | ------ | -------------- |
| Afrique du Sud             | Ntandoyenkosi Kunene            | 23 ans | 1,70 m | Mkhondo        |
| Albanie                    | Lindita Idrizi                  | 19 ans | 1,80 m | Elbasan        |
| Allemagne                  | Johanna Acs                     | 24 ans | 1,78 m | Eschweiler     |
| Angola                     | Luísa Baptista                  | 20 ans | 1,80 m | Menongue       |
| Argentine                  | Estefanía Bernal                | 20 ans | 1,78 m | Buenos Aires   |
| Aruba                      | Charlene Leslie                 | 23 ans | 1,83 m | Oranjestad     |
| Australie                  | Caris Tiivel                    | 23 ans | 1,79 m | Perth          |
| Autriche                   | Dajana Dzinic                   | 21 ans | 1,74 m | Wels           |
| Bahamas                    | Cherrell Williamson             | 24 ans | 1,83 m | Nassau         |
| Barbade                    | Shannon Harris                  | 21 ans | 1,77 m | Church         |
| Belgique                   | Stéphanie Geldhof               | 19 ans | 1,73 m | Bruxelles      |
| Belize                     | Rebecca Rath                    | 23 ans | 1,80 m | Dangriga       |
| Birmanie                   | Htet Htet Htun                  | 24 ans | 1,73 m | Rangoon        |
| Bolivie                    | Antonella Moscatelli            | 19 ans | 1,78 m | Santa Cruz     |
| Brésil                     | Raíssa Oliveira Santana         | 21 ans | 1,75 m | Umuarama       |
| Bulgarie                   | Violina Ancheva                 | 21 ans | 1,74 m | Sofia          |
| Canada                     | Siera Bearchell                 | 23 ans | 1,75 m | Moose Jaw      |
| Chili                      | Catalina Paz Cáceres Ríos       | 26 ans | 1,80 m | Huechuraba     |
| Chine                      | Li Zhenying                     | 24 ans | 1,85 m | Hengyang       |
| Colombie                   | Andrea Tovar Velásquez          | 22 ans | 1,78 m | Quibdó         |
| Corée                      | Jenny Kim                       | 23 ans | 1,73 m | Séoul          |
| Costa Rica                 | Carolina Rodriguez Duran        | 27 ans | 1,70 m | Alajuela       |
| Croatie                    | Barbara Filipović               | 19 ans | 1,78 m | Zagreb         |
| Curaçao                    | Chanelle De Lau                 | 21 ans | 1,78 m | Willemstad     |
| Danemark                   | Christina Dalgaard Mikkelsen    | 22 ans | 1,75 m | Copenhague     |
| Équateur                   | Connie Jiménez Romero           | 20 ans | 1,73 m | Ventanas       |
| Espagne                    | Noelia Freire Benito            | 23 ans | 1,78 m | Ciudad Real    |
| États-Unis                 | Deshauna Barber                 | 26 ans | 1,78 m | Washington     |
| Finlande                   | Shirly Karvinen                 | 23 ans | 1,70 m | Jyväskylä      |
| France                     | Iris Mittenaere                 | 24 ans | 1,72 m | Steenvoorde    |
| Géorgie                    | Nuka Karalashvili               | 25 ans | 1,78 m | Tbilisi        |
| Guam                       | Muñeka Joy Cruz Taisipic        | 18 ans | 1,65 m | Yona           |
| Guatemala                  | Virginia Argueta Hernandez      | 21 ans | 1,70 m | Jalpatagua     |
| Guyana                     | Soyini Fraser                   | 26 ans | 1,80 m | Georgetown     |
| Haïti                      | Raquel Pélissier                | 25 ans | 1,81 m | Port-au-Prince |
| Honduras                   | Sirey Moran Castro              | 24 ans | 1,70 m | Comayagua      |
| Hongrie                    | Veronika Bodizs                 | 24 ans | 1,75 m | Budapest       |
| Inde                       | Roshmitha Harimurthy            | 21 ans | 1,75 m | Bangalore      |
| Indonésie                  | Kezia Warouw                    | 25 ans | 1,83 m | Manado         |
| Îles Caïmans               | Monyque Brooks                  | 24 ans | 1,73 m | West Bay       |
| Islande                    | Hildur Leifsdóttir              | 23 ans | 1,78 m | Kópavogur      |
| Israël                     | Yam Kaspers-Anshel              | 18 ans | 1,78 m | Herzliya       |
| Italie                     | Sophia Sergio                   | 24 ans | 1,84 m | Naples         |
| Japon                      | Sari Nakazawa                   | 23 ans | 1,71 m | Shiga          |
| Jamaïque                   | Isabel Dalley                   | 19 ans | 1,88 m | Montego        |
| Kazakhstan                 | Darina Koulsitova               | 19 ans | 1,68 m | Semey          |
| Kenya                      | Mary Esther Were                | 27 ans | 1,73 m | Nairobi        |
| Malaisie                   | Kiranmeet "Kiran" Jassal        | 20 ans | 1,73 m | Selangor       |
| Malte                      | Martha Fenech                   | 25 ans | 1,70 m | San Ġiljan     |
| Maurice                    | Kushboo Ramnawaj                | 26 ans | 1,75 m | Rivière Poste  |
| Mexique                    | Cristal "Kristal" Silva Dávila  | 24 ans | 1,76 m | Ciudad         |
| Namibie                    | Lizelle Esterhuizen             | 21 ans | 1,85 m | Windhoek       |
| Nicaragua                  | Marina Jacoby Santos            | 21 ans | 1,80 m | Matagalpa      |
| Nigeria                    | Unoaku Anyadike                 | 22 ans | 1,83 m | Lagos          |
| Norvège                    | Christina Waage                 | 20 ans | 1,78 m | Kongsvinger    |
| Nouvelle-Zélande           | Tania Pauline Dawson            | 23 ans | 1,65 m | Auckland       |
| Panama                     | Keity Mendietta Drennan         | 26 ans | 1,77 m | Panama City    |
| Paraguay                   | Andrea Melgarejo Gonzalez       | 22 ans | 1,80 m | Villarrica     |
| Pays-Bas                   | Zoey Ivory Van Der Koelen       | 23 ans | 1,83 m | Almere         |
| Pérou                      | Valeria Piazza Vasquez          | 26 ans | 1,73 m | Lima           |
| Philippines                | Maria Mika Maxine Medina        | 26 ans | 1,71 m | Quezon City    |
| Pologne                    | Izabella Kzran                  | 21 ans | 1,80 m | Olsztyn        |
| Porto Rico                 | Brenda Azaria Jiménez Hernandez | 21 ans | 1,78 m | Aguadilla      |
| Portugal                   | Flávia Gouveia Brito            | 23 ans | 1,71 m | Lisbonne       |
| Royaume-Uni                | Jaime-Lee Faulkner              | 26 ans | 1,73 m | Sheffield      |
| République dominicaine     | Rosalba "Sal" Abreu García      | 22 ans | 1,87 m | Maimón         |
| Tchéquie                   | Andrea Bezděkova                | 21 ans | 1,76 m | Nachod         |
| Roumanie                   | Teodora Dan                     | 27 ans | 1,75 m | Craiova        |
| Russie                     | Youliana Korolkova              | 22 ans | 1,73 m | Orsk           |
| Singapour                  | Cheryl Chou Zhi Hui             | 20 ans | 1,69 m | Singapour      |
| Sierra Leone               | Hawa Kamara                     | 25 ans | 1,68 m | Freetown       |
| Slovaquie                  | Zuzana Kollarová                | 24 ans | 1,78 m | Bratislava     |
| Slovénie                   | Lucija Potočnik                 | 24 ans | 1,78 m | Mislinja       |
| Sri Lanka                  | Jayathi De Silva                | 19 ans | 1,75 m | Colombo        |
| Suède                      | Ida Ovmar                       | 20 ans | 1,73 m | Luleå          |
| Suisse                     | Dijana Cvijetic                 | 22 ans | 1,70 m | Gossau         |
| Tanzanie                   | Jihan Dimachk                   | 19 ans | 1,85 m | Dar es Salam   |
| Thaïlande                  | Chalita Suansane                | 20 ans | 1,68 m | Samut Prakan   |
| Turquie                    | Tansu Sila Cakir                | 21 ans | 1,73 m | Istanbul       |
| Ukraine                    | Alena Spodynyouk                | 18 ans | 1,81 m | Kiev           |
| Uruguay                    | Magdalena Cohendet              | 19 ans | 1,74 m | Artigas        |
| Venezuela                  | Mariam Habach Santucci          | 23 ans | 1,80 m | El Tocuyo      |
| Viêt Nam                   | Đặng Thị Lệ Hằng                | 23 ans | 1,73 m | Đà Nẵng        |

## Observations